# Eckhard Mandelkow
Eckhard Mandelkow (* 5. Juli 1943 in Łódź, damals Litzmannstadt) ist ein deutscher Physiker. Die Schwerpunkte seiner Arbeit sind die Molekülstrukturanalyse und die Erforschung neurodegenerativer Erkrankungen, insbesondere der Alzheimer-Krankheit.

## Werdegang
Mandelkow studierte von 1964 bis 1969 Physik in Braunschweig, New Orleans und Hamburg. Nach einer Diplomarbeit im Bereich der Hochenergiephysik wechselte er an das Max-Planck-Institut für medizinische Forschung nach Heidelberg. Im Jahr 1973 wurde er an der Universität Heidelberg in Biophysik mit einer Arbeit zur Struktur von Virusproteinen promoviert.
Von 1974 bis 1976 war er Postdoktorand an der Brandeis University in Waltham (Massachusetts) und untersuchte Mikrotubuli und andere Polymere des Zytoskeletts.
1977 kehrte er aus den USA an das Max-Planck-Institut für medizinische Forschung zurück und war dort bis 1985 als wissenschaftlicher Mitarbeiter tätig. Ebenfalls in Heidelberg erwarb er 1981 die Habilitation.
Im Jahr 1986 wurde er Direktor der Arbeitsgruppe „Zytoskelett“ und Sprecher der Max-Planck-Arbeitsgruppen für strukturelle Molekularbiologie am Deutschen Elektronen-Synchrotron DESY in Hamburg und 1999 wissenschaftliches Mitglied der Max-Planck-Gesellschaft.
Seit 2011 leitete Eckhard Mandelkow am Deutschen Zentrum für Neurodegenerative Erkrankungen und dem Forschungszentrum caesar die Arbeitsgruppe „Strukturprinzipien der Neurodegeneration“; an demselben Institut war auch seine Ehefrau, die Medizinerin Eva-Maria Mandelkow, Gruppenleiterin.

## Leistungen
Mandelkow hat bedeutende Leistungen im Bereich der Strukturbiologie und der Kristallstrukturanalyse erbracht, insbesondere zur Erforschung neurodegenerativer Erkrankungen, insbesondere der Alzheimer-Krankheit. In Zusammenarbeit mit seiner Ehefrau hat Mandelkow seit den 1990er Jahren die Rolle des Tau-Proteins bei der Entwicklung von Alzheimer untersucht.

## Ehrungen, Auszeichnungen und Mitgliedschaften
Im Jahr 2010 wurde Eva-Maria und Eckhard Mandelkow das MetLife Foundation Award for Medical Research in Alzheimer’s Disease verliehen; der Preis ist pro Person mit 125.000 US-Dollar dotiert. Zuerkannt wurde er dem Forscherehepaar für Untersuchungen Alzheimer-typischer pathologischer Faltung des Tau-Proteins, der Bildung von neurofibrillären Aggregaten aus derart gefalteten Proteinen sowie der Entwicklung von Inhibitoren für diese anomale Aggregation mit dem Ziel der Entwicklung von Behandlungsmethoden.
Die American Academy of Neurology verlieh Eva-Maria und Eckhard Mandelkow im Jahr 2011 gemeinsam mit dem Mediziner Dennis Dickson von der Mayo Clinic in Jacksonville (Florida) den mit 100.000 US-Dollar dotierten Potamkin-Preis für Alzheimerforschung. Die Mandelkows erhielten den Preis für aus Versuchen mit Mäusen gewonnene Ergebnisse zur Toxizität von Tau-Protein in verschiedenen Demenzkrankheiten.
Im Jahr 2013 erhielt das Ehepaar Mandelkow für sein Lebenswerk das Khalid Iqbal Lifetime Achievement Award der US-amerikanischen Alzheimer-Gesellschaft Alzheimer’s Association.
Eckhard Mandelkow ist Mitglied des Stiftungsrats der Stiftung VERUM.